# スターリングラード (アルバム)
『スターリングラード』（Stalingrad）は、ドイツのヘヴィメタルバンド・アクセプトが2012年に発表した13作目のスタジオ・アルバム。マーク・トーニロ加入後としては2作目のアルバムに当たる。

## 背景
前作『ブラッド・オブ・ザ・ネイションズ』（2010年）をプロデュースしたアンディ・スニープが再び起用された。ウルフ・ホフマンは「アクセプトとアンディ・スニープには完璧な相乗作用がある。それは『ブラッド・オブ・ザ・ネイションズ』でも明らかだし、俺達はその方向性を続けることにワクワクしているのさ」とコメントしている。
タイトル曲「スターリングラード」は第二次世界大戦中の1942年から1943年に繰り広げられたスターリングラード攻防戦、「ヘルファイア」は第二次世界大戦におけるドレスデン爆撃、「レヴォリューション」はアメリカの抗議運動「ウォール街を占拠せよ」を題材としている。また、「ネヴァー・フォーゲット」は、トッド・ビーマーなどユナイテッド航空93便テロ事件において勇気を示した人々や、アメリカ同時多発テロ事件の犠牲者・被害者に捧げられた。「ザ・ガレー」におけるナレーションは、ラドヤード・キップリングの詩「Song of the Galley Slaves」から引用されている。

## リリース
2012年3月、本作のリリースに先駆けてタイトル曲「スターリングラード」がニュークリア・ブラストを通じて無料配信され、アルバムは4月6日に発売された。ドイツでは通常盤CDが10曲入りで、DVDの付属したデラックス・エディション盤は「ネヴァー・フォーゲット」がボーナス・トラックとして追加され11曲入りとなった。日本では通常盤／デラックス・エディション盤共に「ネヴァー・フォーゲット」が収録された。また、バンドはリリースと同日の4月6日にヨーロッパ・ツアーを開始した。

## 反響・評価
ドイツのアルバム・チャートでは6位に達し、前作『ブラッド・オブ・ザ・ネイションズ』に引き続きトップ10入りを果たした。アメリカのBillboard 200では81位に達し、『メタル・ハート』（1985年）以来27年振りのトップ100入りを果たした。また、『ビルボード』のハード・ロック・アルバム・チャートでは7位、インディペンデント・アルバム・チャートでは13位、ロック・アルバム・チャートでは29位を記録している。
James Christopher Mongerはオールミュージックにおいて5点満点中3.5点を付け「アクセプトの21世紀ヴァージョンの核となる部分は'80年代初期と変わらず、ダークで美しいメロディ、戦争の描写、重苦しくもパワフルな軍隊の如きボーカルといった飾り気のない常套手段を用いているが、それが現在でも見事に機能していることに驚かされる」と評している。また、Scott AlisogluはBlabbermouth.netのレビューで10点満点中8点を付け「ヘヴィメタルの黄金時代に深く愛され、影響力のあったバンドが今世紀になって『ブラッド・オブ・ザ・ネイションズ』や『スターリングラード』のようなアルバムをリリースするのは、本当に素晴らしいことだ」と評している。

## 収録曲
10.はボーナス・トラック。
1. ハング・ドロウン・アンド・クォータード "Hung, Drawn and Quartered" – 4:35
2. スターリングラード "Stalingrad" – 5:59
3. ヘルファイア "Hellfire" – 6:07
4. フラッシュ・トゥ・バング・タイム "Flash to Bang Time" – 4:06
5. シャドウ・ソルジャーズ "Shadow Soldiers" – 5:47
6. レヴォリューション "Revolution" – 4:08
7. アゲンスト・ザ・ワールド "Against the World" – 3:36
8. ツイスト・オブ・フェイト "Twist of Fate" – 5:30
9. ザ・クイック・アンド・ザ・デッド "The Quick and the Dead" – 4:26
10. ネヴァー・フォーゲット "Never Forget" – 4:51
11. ザ・ガレー "The Galley" – 7:21

### デラックス・エディション盤ボーナスDVD
ライヴ・アット・バング・ユア・ヘッド2011
1. プリンセス・オブ・ザ・ドーン "Princess of the Dawn"
2. パンデミック "Pandemic"
3. ノー・シェルター! "No Shelter!"

ライヴ・アット・マスターズ・オブ・ロック2010
1. チュートニック・テラー "Teutonic Terror"
2. ジ・アビス "The Abyss"

ヴィデオ・クリップ
1. チュートニック・テラー "Teutonic Terror "
2. パンデミック "Pandemic "

## 参加ミュージシャン
- マーク・トーニロ - ボーカル、
- ウルフ・ホフマン - ギター
- ハーマン・フランク - ギター
- ピーター・バルテス - ベース
- ステファン・シュヴァルツマン - ドラムス